# Carin Cone
Carin Alice Cone, conosciuta anche con il nome da sposata Carin Cone-Vanderbush (Huntington, 18 aprile 1940) è un'ex nuotatrice statunitense, specialista del dorso, medaglia olimpica ed ex detentrice di record mondiale.
Ha partecipato alle Olimpiadi di Melbourne 1956, in Australia, dove ha vinto una medaglia d'argento nei 100 metri dorso, avendo lo stesso tempo (1:12.9 - nuovo record mondiale) di Judy Grinham che è stata giudicata vincitrice.
Ha anche vinto due medaglie d'oro ai Giochi Panamericani del 1959 a Chicago.
Carin Cone ha realizzato sette record mondiali nel dorso durante la sua carriera.
Nel 1984 è stata inserita nella International Swimming Hall of Fame.